# Ti amerò per sempre
Ti amerò per sempre. La scienza dell'amore è un libro del giornalista e divulgatore scientifico Piero Angela, pubblicato nel 2005. Saggio di divulgazione, affronta il tema delle relazioni affettive e amorose umane, che abbracciano i campi della biologia, della neurofisiologia, della biochimica e della psicologia per spiegare le complesse componenti che presiedono ai più importanti comportamenti evolutivi della specie umana.

## Edizioni
- Ti amerò per sempre. La scienza dell'amore, Collana Ingrandimenti, Milano-Roma, Arnoldo Mondadori Editore-Rai Eri, 2005, ISBN 978-88-045-1490-9. - Collana I Miti n°340, Mondadori, 2006, ISBN 978-88-045-6398-3.
- Ti amerò per sempre. La scienza dell'amore, Collana Oscar Bestsellers n°1744, Milano, Mondadori, 2007, ISBN 978-88-04-57078-3. - Collana Oscar Saggi n.20, Mondadori, 2017, ISBN  978-88-046-7251-7; Collana I libri di Piero Angela n.1, Milano, RCS MediaGroup, 2020.

### Errata corrige
Nel capitolo 8, "La ricerca del partner", nella sezione "Un intrigante gioco di carte" - pagine 122 e 123 dell'edizione Oscar bestsellers - il cognome del professore della Stony Brook University è riportato inesatto per varie volte. Il cognome corretto è Aron .